# Zarevo
Zarevo (in lingua russa Зарево) è un centro abitato dell'Adighezia, situato nel Šovgenovskij rajon. La popolazione era di 964 abitanti al dicembre 2018. Ci sono 11 strade.